# Sargeant (Minnesota)
Sargeant – miasto w Stanach Zjednoczonych, w stanie Minnesota, w hrabstwie Mower.